# Susanne Fredelius
Susanne Fredelius, född 15 december 1954 i Askim, är en svensk illustratör och serieskapare. Hon har givit ut tre seriealbum och en barnbok. Serien Doris publiceras sedan 2007 dagligen i Dagens Nyheter.

## Biografi
Susanne Fredelius studerade på Konstfack, där hon 1982 gick ut linjen för illustration och grafisk formgivning. Sedan dess har hon verkat som illustratör, serieskapare och läromedelsillustratör. 1981 syntes hon i albumtidningen Mammut. Under 1980-talet tecknade Fredlius även åt bland annat KamratpostenFredelius har publicerat tre egna seriealbum samt en barnbok. 1991 kom debutalbumet Ur en fattiglapps dagbok på Tago förlag. 2000 kom det andra albumet – Prat – på Bonnier Carlsen.
2006 publicerades Fredelius serie Ankdammen som gästserie i Dagens Nyheter. 2007–2012 publicerade DN dagligen hennes serie Doris. 2013 gav Kartago förlag ut en samlingsvolym med serien.